# Volkswagen Voyage
O Volkswagen Voyage é um sedan compacto da Volkswagen baseado no Gol. Foi lançado em 1981 e saiu de linha em 1995, já como modelo 1996, sendo substituído pelo Polo Classic somente em 1997. Eleito pela Revista Autoesporte o Carro do Ano de 1982.
Em 12 de setembro de 2008 a Volkswagen anunciou o lançamento da segunda geração do Voyage. Atualmente, não é mais produzido na fábrica de Taubaté (SP).

## Primeira Geração
A produção do Voyage ("viagem" em francês) foi iniciada em maio de 1981. O Voyage foi projetado e fabricado pela Volkswagen do Brasil, assim como o Gol, a Parati e a Saveiro, (a chamada família BX). O Voyage segue as linhas de tendência das décadas de 70 havendo grandes semelhanças entre este e outros carros da marca fabricados na Europa na década de 70, em especial com o Jetta I, a parte mecânica era a do Passat fabricado no Brasil, motor 1.5 refrigerado a água e câmbio de 4 marchas, encontrado nas versões a gasolina ou a álcool, nas versões de acabamento S, LS e GLS.

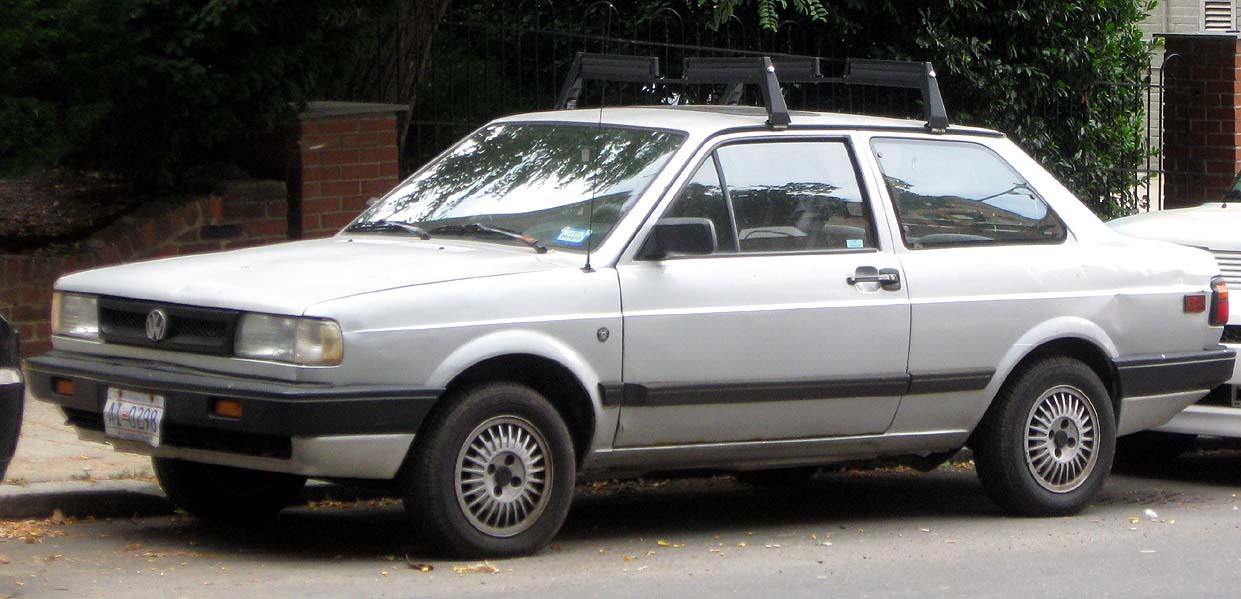
Fox 2 portas.

Em 1981 o Voyage foi eleito "O Carro do Ano" pela revista Autoesporte e começou a ser exportado para países da América do Sul com o nome de Gacel, Amazon e posteriormente Senda (versão para a Argentina, com motor 1.6 litro a diesel).
Em 1983 o Voyage passou a utilizar o motor MD 270 1.6 litro (mesmo do Passat), identificados pelo emblema 1.6 na grade do radiador, sendo este o motor o mais potente (81 cv ABNT na versão a álcool e 73 cv ABNT na versão a gasolina) que a Volkswagen do Brasil produzia até então. 
Ainda em 1983 foi lançada a primeira série especial: o Voyage Plus. Dentre os itens exclusivos esta versão tinha faróis de neblina, para-choques na cor do carro e calotas especiais, e também o Voyage Sedan de 4 (quatro) portas, na época com baixíssima aceitação, pois os brasileiros não gostavam de carros 4 portas (o inverso do que acontece hoje, onde a maioria prefere a comodidade ao design esportivo de um cupê).
Ainda em 1983, no Salão do Automóvel de São Paulo, a Volkswagen apresentava um carro-conceito denominado Voyage Tecno, incorporando tudo o que o Departamento de Engenharia da Volkswagen acreditava que se tornaria normal nos veículos de produção num prazo de até 10 anos: painel de instrumentos digital, computador de bordo, rodas Pirelli, bancos de regulagem elétrica com memória, lanternas traseiras com luz negra, motor de 16 válvulas com injeção eletrônica, piloto automático, câmbio de 5 marchas e ABS, entre outros.
Em 1984 foi lançada a série especial Los Angeles (em comemoração as Jogos Olímpicos de Verão de 1984, em Los Angeles).
A série especial Los Angeles diferenciava-se das demais com acessórios como: pequeno aerofólio na tampa do porta-malas, volante do Passat TS (febre na época), rodas de liga-leve aro 13, frisos adesivos laterais na cor vermelha e faixas adesivas laterais na cor preta traziam esportividade ao modelo, adesivos "Los Angeles" no vidro traseiro e nos para-lamas, spoiler dianteiro acompanhado de faróis de milha Cibiê Serra II, e a cor exclusiva um azul metálico (logo apelidado de "azul tampa de panela"). A cor "azul enseada" metálico era exclusivo do modelo, assim como os bancos Recaro de veludo navalhado cinza. Era oferecido apenas na versão a álcool do motor 1.6, com câmbio 4 marchas (apenas o curto) ou com câmbio 5 marchas (raríssimas unidades). Suas vendas não atingiram as expectativas da montadora devido a rejeição da cor que para a época era muito chamativa e em um eventual reparo de funilaria seria difícil igualar a cor com os recursos existentes até então, o que obrigou muitos concessionários a mudar a cor do veículo por outros tons de azul, com o veículo ainda zero quilômetro. No total, das 3.000 unidades previstas, foram fabricadas somente 300 unidades, tornando o modelo um dos mais raros Volkswagens fabricados, muito cobiçado entre colecionadores e admiradores da marca.
Em 1985, o câmbio de 5 (cinco) marchas era oferecido somente como item opcional, exceto na nova versão Super, que tinha também ar condicionado e era disponível com duas ou 4 portas. Neste ano o Gol, até então equipado com motor 1.6 refrigerado a ar, passou por uma mudança, ficando com a frente e o motor MD 270 iguais aos do Voyage, consagrando-o como sucesso de vendas da VW até hoje. Entrou  em cena ano final do ano, já como linha 1986, a geração de motores AP (1.6 e 1.8).
Em 1986, o Voyage Super recebeu o motor 1.8S que também equipava Gol GT e Passat GTS Pointer e bancos Recaro. O carro era marcado por sua arrancada, chegava de 0 a 100 km em 11,1 e sua velocidade final testada em pistas era de 178 km. um dos mais rápidos dos anos 80.
Em 1987, o Voyage mudou externamente, ganhando novos faróis, grade e para-choques envolventes com cobertura plástica. Nesta época as versões eram: C, CL (ambos com AP 1.6), GL (também AP 1.6) e GLS (AP 1.8S).

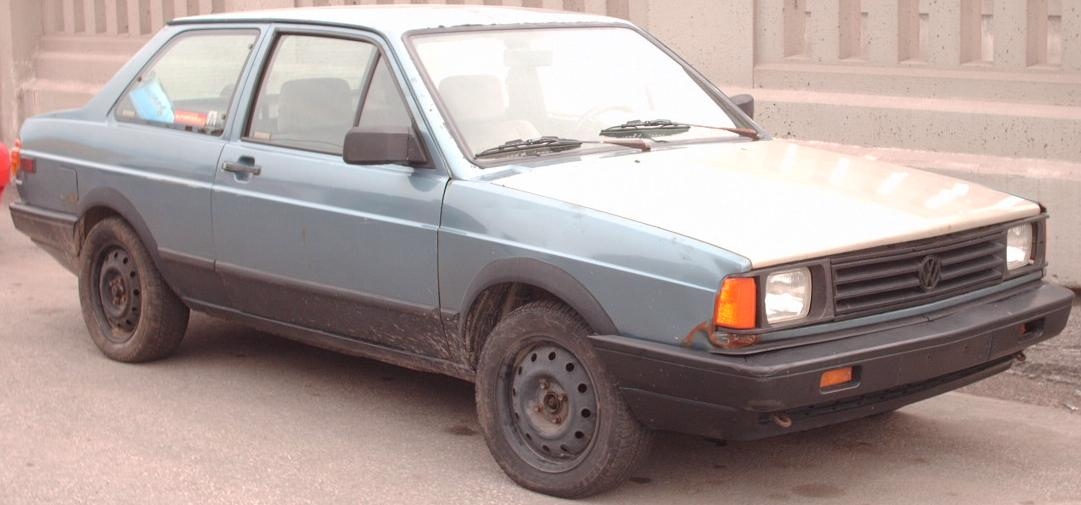
Fox Coupe.

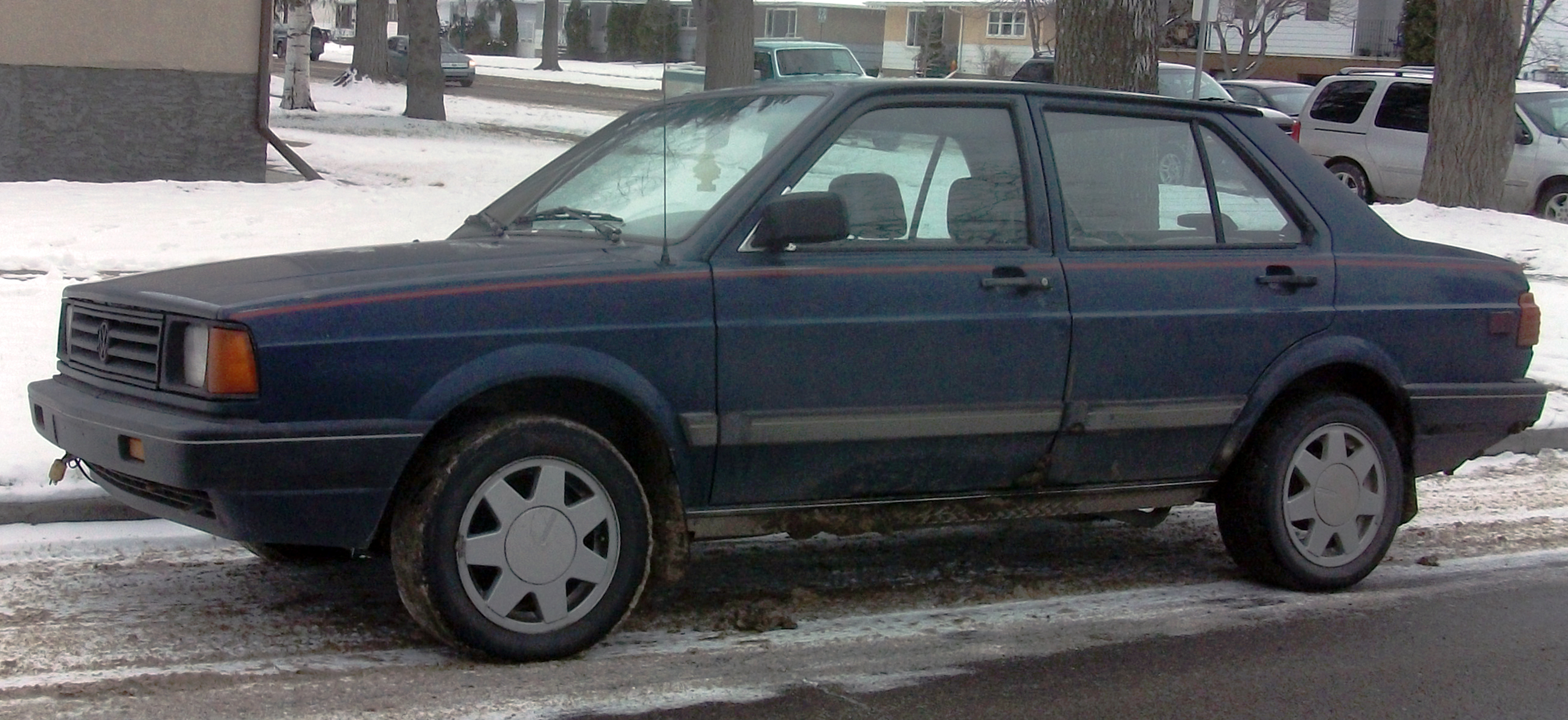
Fox (conhecido no Brasil como Voyage) comercializado nos Estados Unidos.

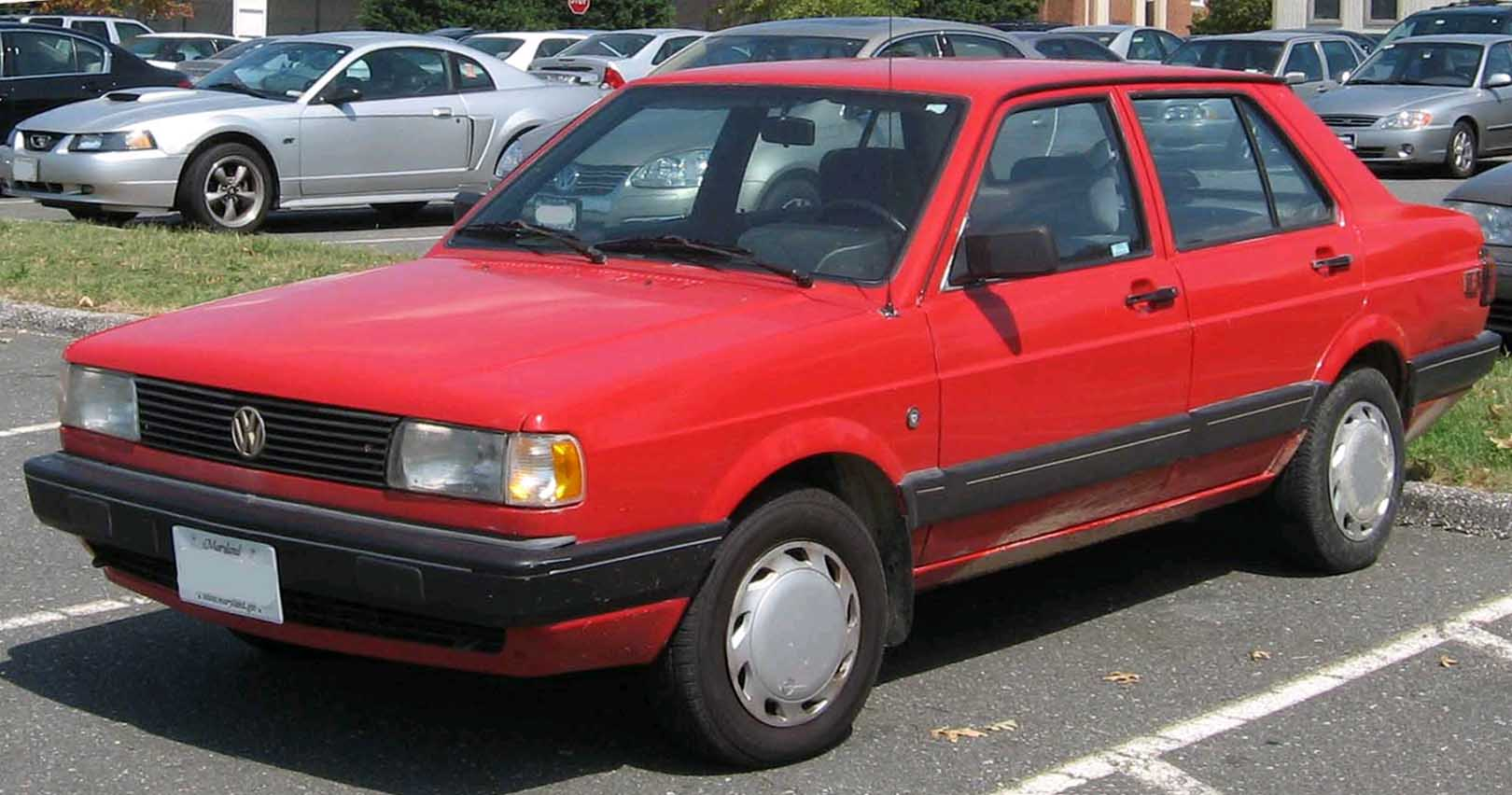
Fox GL 4 Portas.

Em 1988, vieram novos revestimentos de portas, retrovisores, painel de instrumentos e acabamento interno. Nesta época as versões eram: CL (AP 1.6 ), GL (AP 1.6) e GLS (AP 1.8S). Neste mesmo ano, o Voyage começou a ser exportado para os EUA e o Canadá, com o nome Fox, recebendo mais de 2.000 modificações, incluindo injeção eletrônica (Bosch - KE Jetronic).
O Voyage CL passou a utilizar o motor 1.6 CHT em 1990, o mesmo que Ford a usava nos modelos Escort — e que passou a ser chamado de AE-1600 (Alta Economia) — por causa da união com este fabricante, união denominada Autolatina. Apesar de não ter diminuído muito o consumo, sobretudo na versão a álcool, o motor ficou um pouco menos potente. Como alternativa, O Voyage GL recebia agora o motor AP 1800, o que significou o fim da produção, até 1994, do motor AP com 1600 cilindradas.
Também em 1990 foi lançada uma série especial do Voyage CL com motor AP 1.8 e 95 cv, denominado Voyage Plus, que trazia ainda estofamento com tecido listrado com listras na cor do veículo, bem como painel mais esportivo (o mesmo da versão GLS) e volante de Santana. Na metade do ano o motor AP 1800 passou a ser opcional no Voyage CL.
Ainda em 1990, o VW Voyage 2 e 4 portas (como o nome de VW Senda) começou a ser produzido na Argentina em substituição ao VW 1500 (conhecido no Brasil como Dodge 1800 e Dodge Polara) modelo inicialmente produzido pela Chrysler-Fevre Argentina S. A. (incorporada pela Volkswagen em 1982).
Em 1991, uma nova mudança nos faróis, para-lamas, capô e na grade. O motor 1.6 continuou a ser o AE-1600
Assim como alguns carros da época, o Voyage passou a ser equipado com o catalisador em 1992 para adequação do modelo junto as normas de emissões de poluentes.  
Em 1992, foi lançado o Voyage Special, modelo com painel do modelo CL mas equipado com ar condicionado e com um console longo exclusivo. Além disso, vinha com luz de cortesia do Gol GTI, break light do Voyage Sport (que só seria lançado em 1993), interior que remetia ao Santana GLS e um adesivo special na tampa traseira. 
O Voyage GLS foi extinto, pois sua faixa de mercado vinha sendo ocupada pelo VW Apollo. Para não suprimir totalmente as configurações topo de linha, o Voyage GL, quando equipado com ar condicionado, recebia o motor 1.8S.
Em 1993, foi lançado o mais completo e mais potente Voyage, rememorando o Super: Era o Voyage Sport 1.8S, que ficou em linha até 1994. A versão 4 portas do Voyage somente era fabricada na Argentina e com motor 1.8. Ainda em f1993, com o fim da Autolatina, voltaram os motores AP 1.6. Fora isto, em 1993 houve poucas mudanças resumidas a novos estilos de cor e acabamento.
No final de 1994, o Voyage deixou de ser fabricado no Brasil, sendo produzido somente na Argentina. No final de 1995 o Voyage saiu de linha. Nessa época só duas versões eram produzidas: a GL 1.8 e a CL. Seu substituto, o Polo Classic, também era fabricado na Argentina, com motor AP 1.8, colocado transversalmente e equipado com injeção eletrônica, porta-malas maior e design mundial Volkswagen.
No filme Batman Returns, de 1992, todos os carros, fora o Batmóvel, são Volkswagen Fox; ou seja, o Voyage brasileiro.

## Segunda Geração

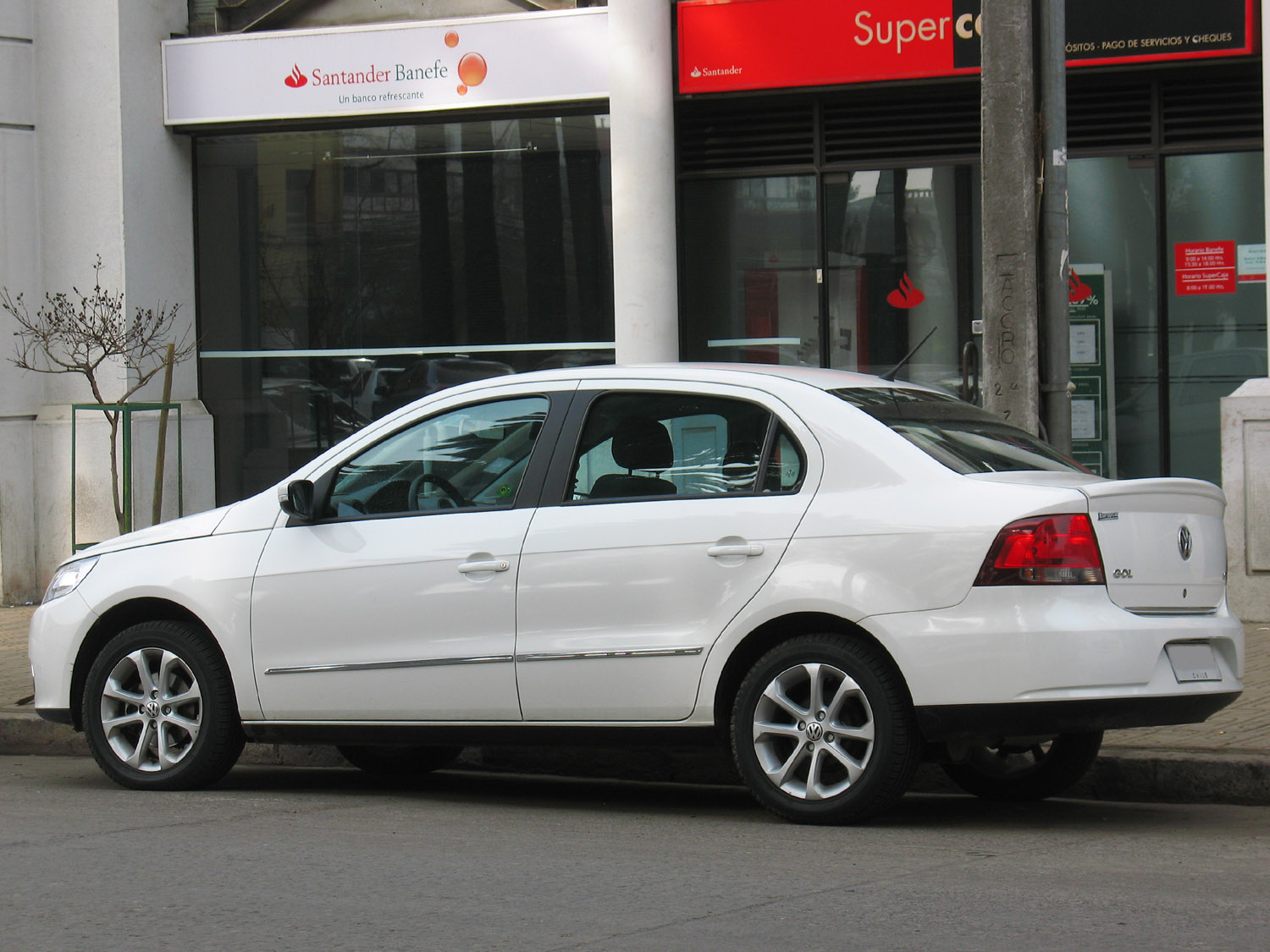
Voyage Trend 1.6 no Chile, onde é comercializado com o nome de Gol Sedan.

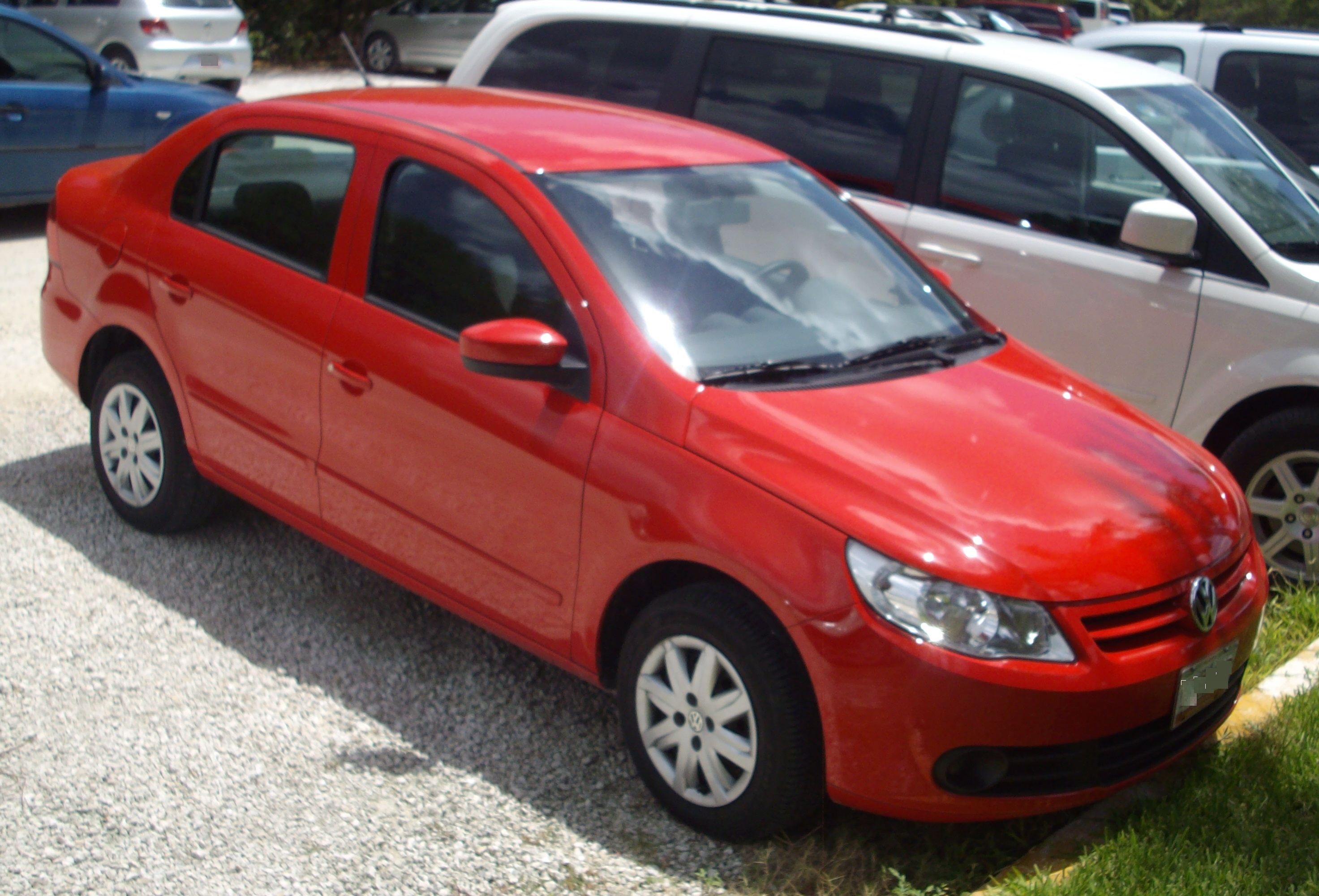
VW Voyage pré-facelift (2008–2012, visão dianteira).

Em 12 de setembro de 2008, a Volkswagen anunciou o lançamento da segunda geração do Voyage, oferecido em quatro versões de acabamento: 1.0, 1.6, 1.6 Trend e 1.6 Comfortiline. Com base no Gol, compartilhava os motores transversais de 1.0 (72 cv/76 cv, gasolina e álcool) e 1.6 (101 cv/104 cv, gasolina e álcool), este último com opção de câmbio automatizado I-Motion.

### Reestilização
A segunda geração recebeu uma nova estilização no segundo semestre de 2012, já como modelo 2013. As principais mudanças foram a dianteira e a traseira.
Na dianteira foram aplicados os faróis do Volkswagen Fox, de facho duplo com revestimento em máscara negra. Na traseira, novas lanternas, semelhantes a do Fiat Grand Siena, sendo que a fábrica anunciou inspiração no modelo Volkswagen Jetta.
No interior, foi alterado o grafismo e a coloração do interior.
Alguns itens de série foram incluídos no modelo, sendo o principal I-System.
Os motores 1.0 e 1.6 foram modificados, sendo o 1.0 batizado de 1.0 Tec.
Em 2016, ocorreu o segundo facelift no modelo, já como linha 2017 com as mesmas mudanças adotadas no Gol como um novo painel, a adoção da central multimídia e a motorização que foi atualizada adotando a motorização de 3 cilindros 1.0 utilizada no Up nas versões de entrada.
Em 2019, o Voyage recebeu pela primeira vez um câmbio automático de 6 marchas acoplado ao motor 1.6 16v MSI.

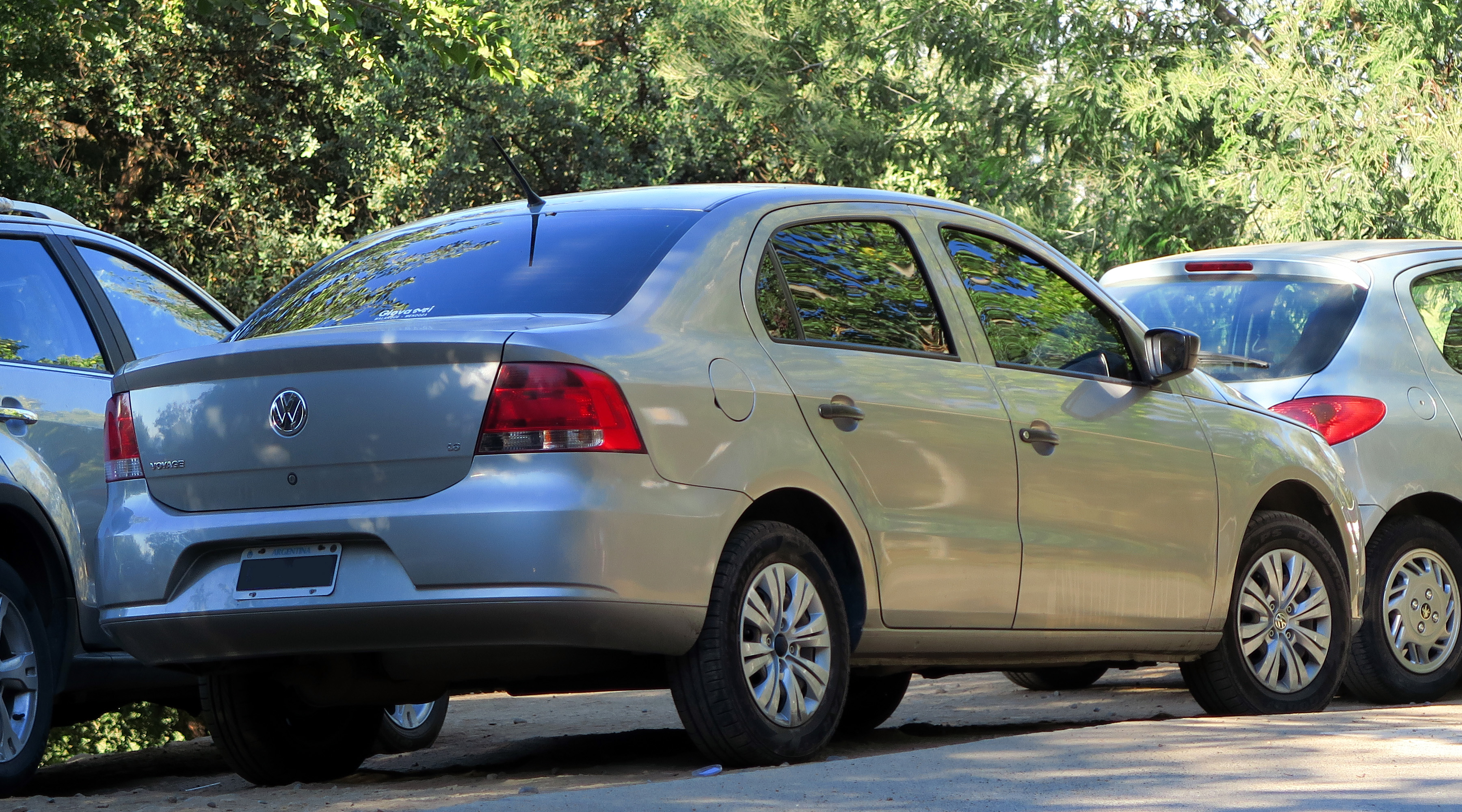
Volkswagen Voyage pré-facelift (2008–2012, visão traseira).

Os atuais concorrentes são os modelos Chevrolet Prisma (renomeado para Joy Plus), Ford Ka Sedan, Fiat Grand Siena, Hyundai HB20S, Nissan Versa e Renault Logan.